# María Planas
María Planas (Barcellona, 12 luglio 1936) è un'allenatrice di pallacanestro spagnola.

## Carriera
Membro del FIBA Hall of Fame dal 2022, è l'unica donna della storia ad aver allenato la Nazionale di pallacanestro femminile della Spagna.